# Пюже, Жан-Лу
Жан-Лу Пюже (фр. Jean-Loup Puget, род. 7 марта 1947, Шалон-сюр-Сон, Бургундия) — французский астрофизик.
Эмерит-директор Institut d'astrophysique spatiale, главный исследователь Planck/HFI, член Французской АН (2002, членкор с 1994). Лауреат премий Грубера и Шао (обеих — 2018).
Окончил Высшую нормальную школу в Кашане и в 1969 году Университет Париж-юг XI. Занимался в ЦЕРН и Центре космических полётов Годдарда НАСА, после чего поступил на работу в Национальный центр научных исследований. Возглавлял Institut d'astrophysique spatiale, которого ныне эмерит-директор, и комитет космических исследований Французской АН.
Член Европейской академии (1989).